# Enric Lluch i Martín
Enric Lluch i Martín (Barcelona, 19 de febrer de 1928 – 4 de desembre de 2012) fou un geògraf català, conegut per ser un dels principals impulsors de la Gran Enciclopèdia Catalana.

## Biografia
Es va llicenciar en filosofia i lletres, per centrar-se més endavant en l'estudi de la geografia, tot especialitzant-se en el vocabulari i la metodologia científica d'aquesta branca del coneixement, amb especial interès en la geografia catalana. Vinculat a l'Escola de Mestres Rosa Sensat, va crear el Departament de Geografia de la Universitat Autònoma de Barcelona, on l'any 1969 va endegar el projecte de nova geografia amb aportacions que va realitzar en el desenvolupament de l'ensenyament i la recerca, així com en la formació que rebia el professorat per fer-ho possible.
Va col·laborar amb Joan Soler i Riber en l'elaboració del mapa comarcal del País Valencià. Juntament amb Max Cahner fou un dels impulsors del projecte de la Gran Enciclopèdia Catalana. També va publicar altres obres bàsiques del sector com La gènesi de la divisió territorial de Catalunya (1983) i El debat de la divisió territorial de Catalunya (1984). Més endavant, el 2000, va participar en la comissió d'experts que van redactar l'Informe Roca. Va ser vicepresident de la Fundació Ernest Lluch, de qui va ser el seu germà gran. Morí a Barcelona i fou sebollit al Cementiri de les Corts d'aquesta ciutat.

## Fons personal
Els hereus d'Enric Lluch van fer donació de la seva documentació a la Universitat Autònoma de Barcelona, quedant dipositada a la Biblioteca d'Humanitats. El Fons Lluch reuneix part de la documentació personal i professional d'Enric Lluch. Aplega bàsicament manuscrits i mecanoscrits d'obra pròpia, correspondència, documentació professional i personal, retalls de premsa, biblioteca, hemeroteca, etc.
El febrer de 2008 la Biblioteca d'Humanitats va organitzar una exposició amb motiu de la publicació del llibre Enric Lluch i Martín, l'obra escrita, amb edició a cura d'Abel Albet i Mas.

## Premis i reconeixements
- 2000 - Professor emèrit del Departament de Geografia de la Universitat Autònoma de Barcelona
- 2000 - Distinció Jaume Vicens Vives en reconeixement de la seva tasca docent i investigadora.